# Parc Nacional d'Absheron
El Parc Nacional d'Absheron (en àzeri: Abşeron Milli Parkı) és un parc nacional de l'Azerbaidjan que es va establir el 8 de febrer de 2005 per decret del President de l'Azerbaidjan, Ilham Alíev, en una superfície de 783 hectàrees (7,83 quilòmetres quadrats) en el territori administratiu del districte Azizbeyov de la ciutat de Bakú, sobre la base del parc natural estatal de Absheron. Va ser organitzat per l'Ordre 622 del president de l'Azerbaidjan.
La Reserva Natural va ser creada el juliol de 1969 per tal de protegir les gaseles, les foques del Caspi i aus aquàtiques que habiten al territori. El clima de la zona és semiàrid, específic de l'estepa eurasiàtica i sec.